# Atik-Mustafa-Pascha-Moschee

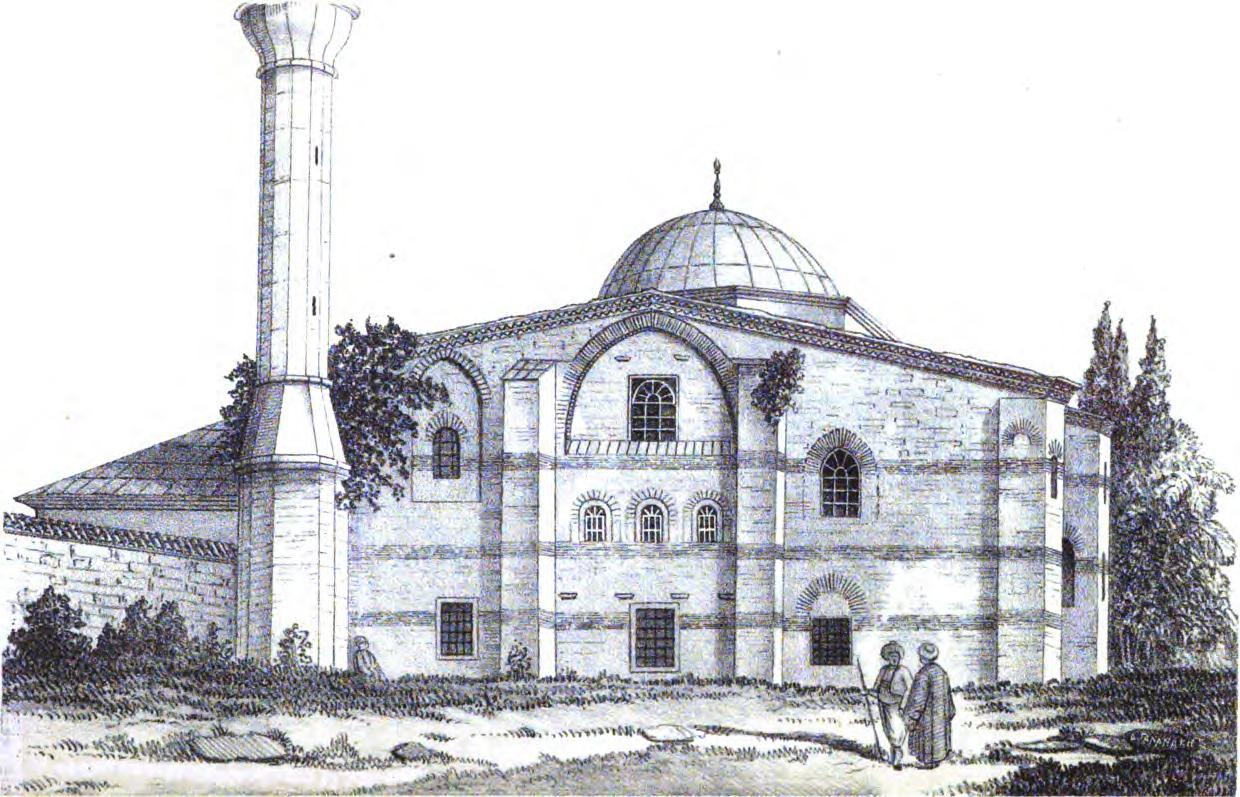
Die Moschee in einer Zeichnung von A. G. Paspates im Jahr 1877

Die Atik-Mustafa-Pascha-Moschee (türkisch Atik Mustafa Paşa Camii, auch Hazreti Cabir Camii) ist eine ehemalige byzantinische Kirche in Istanbul, die während der Zeit des osmanischen Reiches zur Moschee umgewidmet wurde.

## Lage

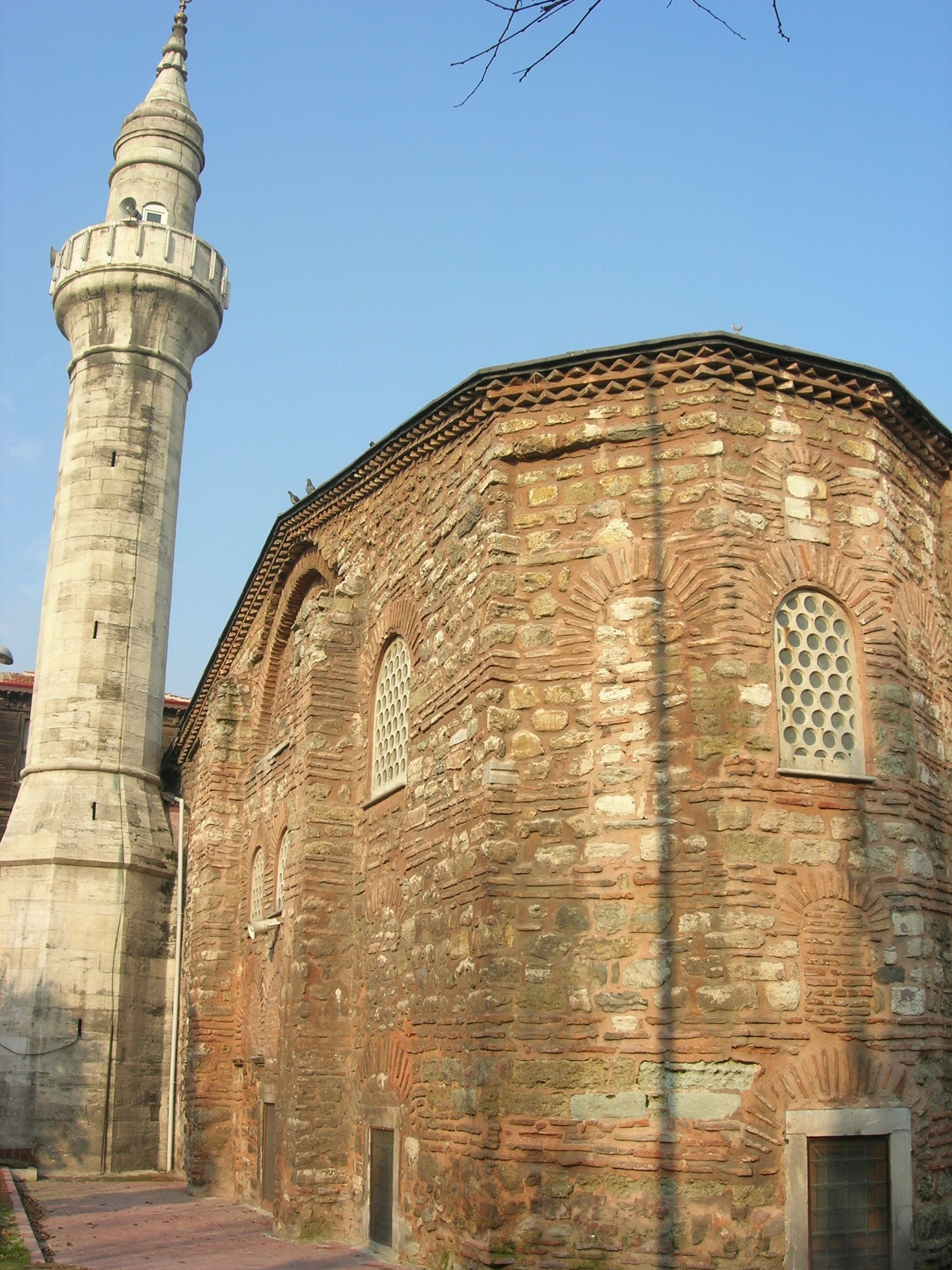
Eine kleinere Seitenapsis und das Minarett

Die Moschee liegt in der Çember Sokağı im Stadtteil Ayvansaray im Istanbuler Stadtbezirk Fatih innerhalb der Theodosianischen Mauer und unweit des Goldenen Horns.

## Geschichte
Die Zuschreibung der Kirche ist unklar. Lange galt das Gotteshaus als Sankt-Peter-und-Markus-Kirche, beweisen ließ sich dies jedoch nicht und die Zuordnung gilt als unwahrscheinlich.:105 Inzwischen wird die Kirche als Sankt Thekla des Blachernen-Palasts bezeichnet, doch auch diese Zuordnung ist unwahrscheinlich. In der Mitte des 9. Jahrhunderts nach Chr. vergrößerte Prinzessin Thekla, die älteste Tochter des byzantinischen Kaisers Theophilus, eine kleine Kapelle, die der hl. Thekla gewidmet war und östlich der Kirche des Blachernen-Palasts lag. Andere Quellen behaupten, dass Thekla an den Palast ein Schlafgemach angebaut haben soll, dass auch eine Kapelle enthielt. Dies war jedoch kaum möglich, ohne dabei den Eingang zur Blachernen-Kirche zu blockieren.:133 f. Neuere Ideen sehen auch die Möglichkeit, dass die Kirche St. Elias gewidmet gewesen sein könnte.:134
Im Jahr 1059 baute der byzantinische Kaiser Isaak I. hier eine größere Kirche zum Dank an sein Überleben bei einem Jagdunfall. Die Kirche war bekannt für ihre Schönheit, und die byzantinische Geschichtsschreiberin Anna Komnena berichtete, dass ihre Mutter Anna Dalassene hier oft betete. Nach der Eroberung Konstantinopels durch die Osmanen wurde das Gotteshaus bei einem Erdbeben im Jahr 1509 schwer beschädigt und die Kuppel stürzte ein. Der Kommandeur der Palastwache und spätere Großwesir Koca Mustafa Pascha ließ die Schäden reparieren und baute die Kirche zur Moschee um. Bis zum Ende des 19. Jahrhunderts gehörte auch ein Hamam zur Moschee, welches dem Gotteshaus gegenüberlag.:118 Im Jahr 1692 erbaute Şatir Hasan Ağa einen Brunnen vor der Moschee. Bei einem Großbrand im Stadtviertel Balat im Jahr 1729 wurde die Moschee erneut schwer beschädigt, aber ein paar Jahre später wiederaufgebaut. Erneut wurde das Bauwerk bei einem Erdbeben im Jahr 1894 beschädigt und das Minarett zerstört, 1906 dann mit neuem Minarett wieder für Gottesdienste geöffnet. Die letzte umfassende Sanierung erfolgte im Jahr 1922. Bei dieser Gelegenheit wurde eine marmorne christliche Inschrift freigelegt und in das Archäologische Museum Istanbul verbracht. In der südlichen Apsis befindet sich die Makam-Türbe von Jabir ibn Abdullah al-Ansari, einem Gefährten des Propheten Mohammed, der 678 bei der ersten Belagerung von Konstantinopel (674–678) gefallen war. Daher stammt auch der türkische Name Hazreti Cabir Camii (deutsch: Moschee des Heiligen Jabir).

## Architektur

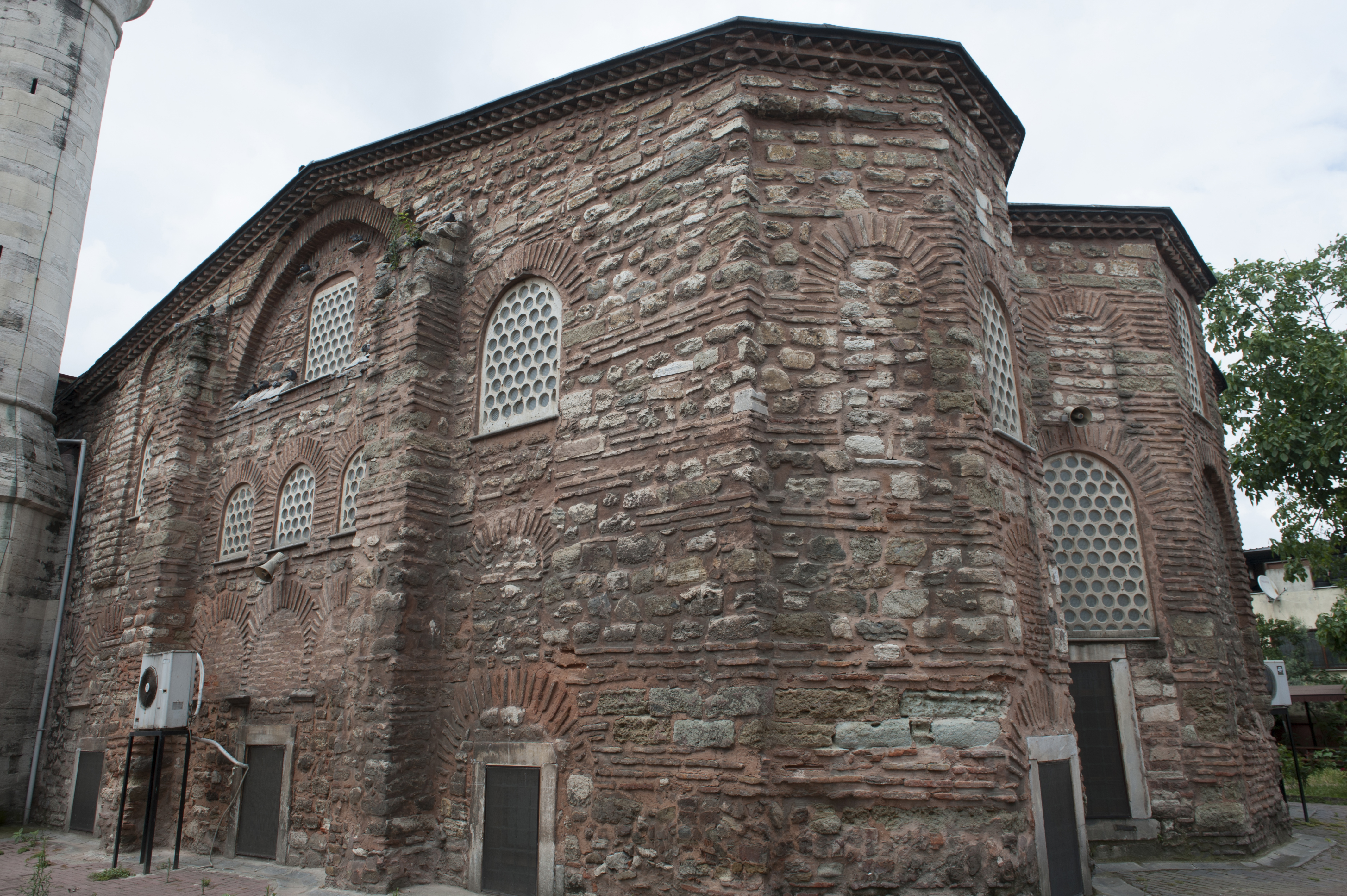
Das Äußere der Moschee

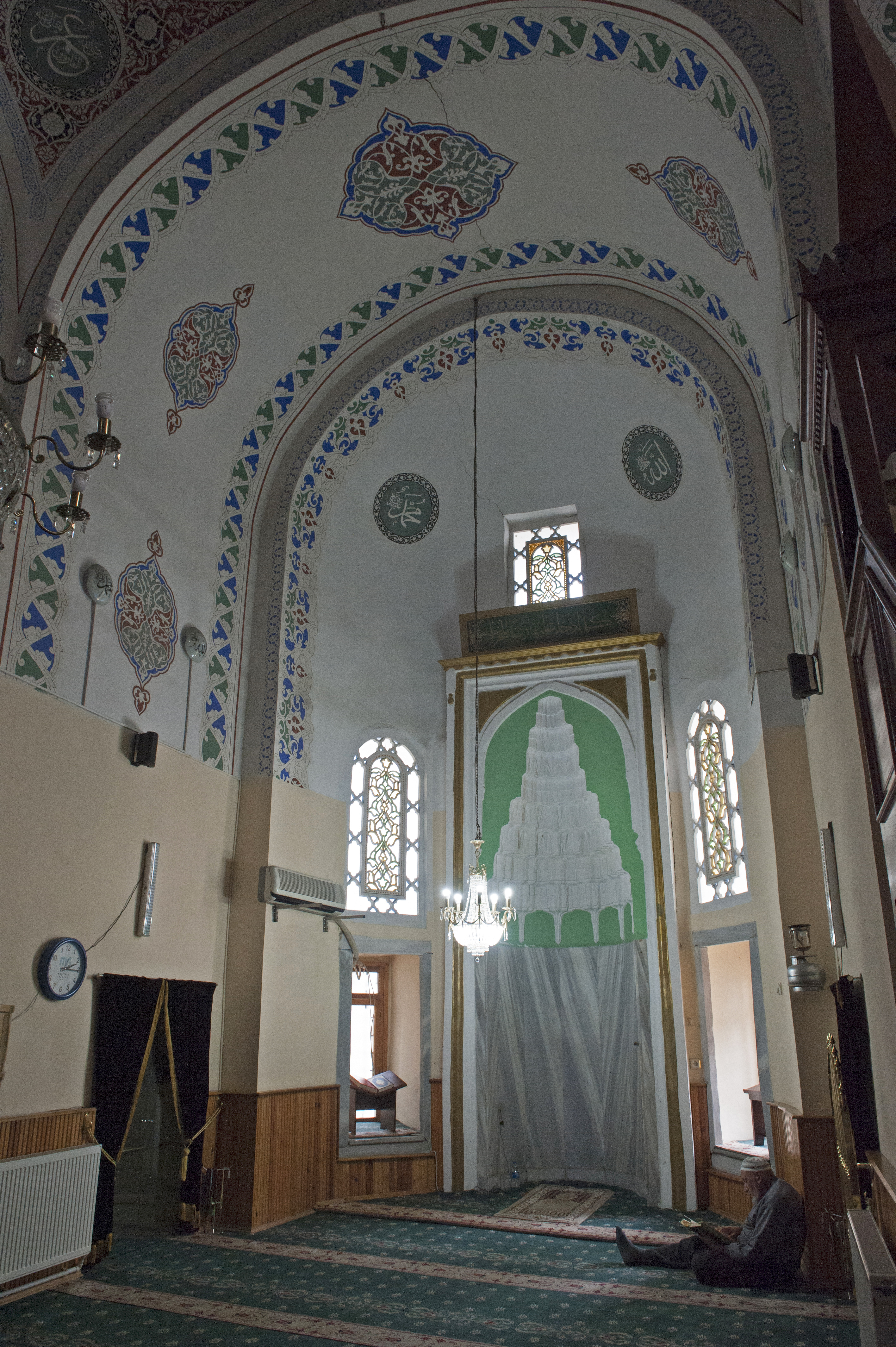
Blick in die zentrale Apsis mit Mihrab

Das rechteckige Gebäude ist 15 Meter breit und 17,5 Meter lang und der Kirchensaal wurde über dem Grundriss eines griechischen Kreuzes errichtet. Die Kreuzkuppelkirche hatte auf der südöstlichen Seite drei polygonale Apsiden und einen Narthex auf der nordwestlichen Seite. Galerien fehlen. Die Kuppel ohne Tambour ist osmanisch, obwohl die tragenden Bögen und Pfeiler byzantinischen Ursprungs sind. Die Seitenarme des Kreuzes mit Pastophorion, Prothesis und Diakonikon sind von Tonnengewölben gedeckt und über Bögen verbunden. Die Nord- und die Südwand im Erdgeschoss sind mit je drei Bögen verziert, die im unteren Bereich ein Fenster besitzen, darüber drei Fenster und zum Abschluss wieder ein Fenster. Dach, Gesims und hölzerner Narthex sind osmanisch. In der großen zentralen Apsis sitzt heute die Mihrab. Dafür wurde ein Fenster im Erdgeschoss zugemauert und darüber ein neues Fenster durchgebrochen.:126
Eine kreuzförmige Inschrift im Baptisterium der Kirche befindet sich heute im Archäologischen Museum der Stadt. Die Pfeiler der Kuppel sind L-förmig. Reste von Fresken sind erhalten.:125–134 Bei Sanierungsarbeiten des Bodens entdeckte man im Jahr 1990 mehrere Tesserae, welche die Existenz eines oder mehrerer Mosaike belegen. Trotz der architektonischen Bedeutung wurde das Gebäude bisher kaum untersucht und erforscht.